# Магнус I (Мекленбург)
Магнус I (на немски: Magnus I, Herzog zu Mecklenburg), (ок. 1345, † 1 септември 1384) е херцог на Мекленбург от 1383 г. до смъртта си в 1384 г.

## Произход и наследство
Той е третият син на херцог Албрехт II от Мекленбург (1318 – 1379) и съпругата му Еуфемия Ериксдотер (1317 – 1370), сестра на шведския крал Магнус IV Ериксон.
След смъртта на брат му Хайнрих III (1337 – 1383) Магнус I поема от 1383 до смъртта си през 1384 г. управлението на херцогството заедно с племенника си Албрехт IV.

## Фамилия
Магнус I се жени за Елизабет от Померания-Волгаст, дъщеря на херцог Барним IV от Померания. Техни деца са:
- Йохан IV (1370 – 1422), херцог на Мекленбург
- Еуфемия († 16 октомври 1417), ∞ 18 октомври 1397 г. за Балтазар, господар на Верле